# Microscopie fluorescentă

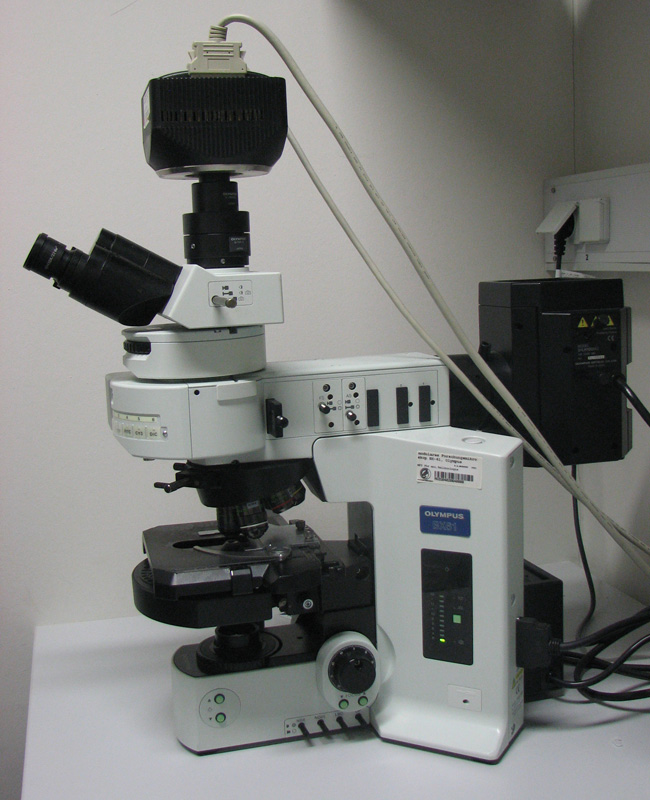
Microscopul epifluorescent Olympus BX61, cuplat cu o cameră digitală

Microscopia de fluorescență este o ramura a microscopiei care studiază fluorescența compușilor organici și anorganici concomitent cu absorbția și reflexia.  

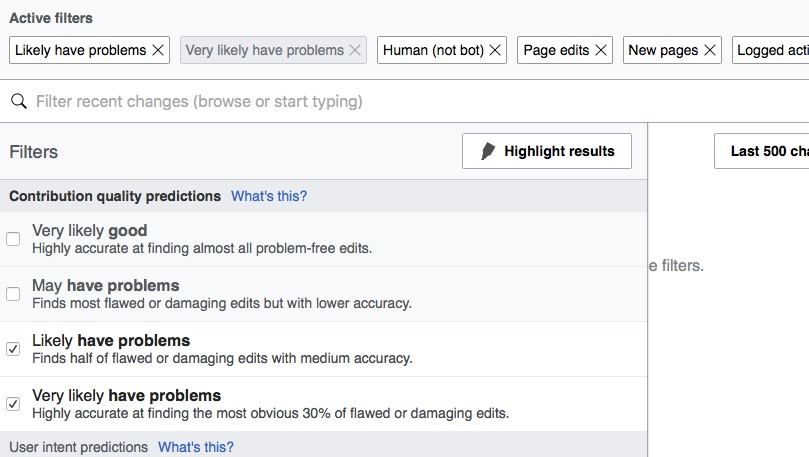
.Filtrele şi oglinda sunt alese în funcţie de spectrele de excitaţie şi de emisie a fluoroflorului

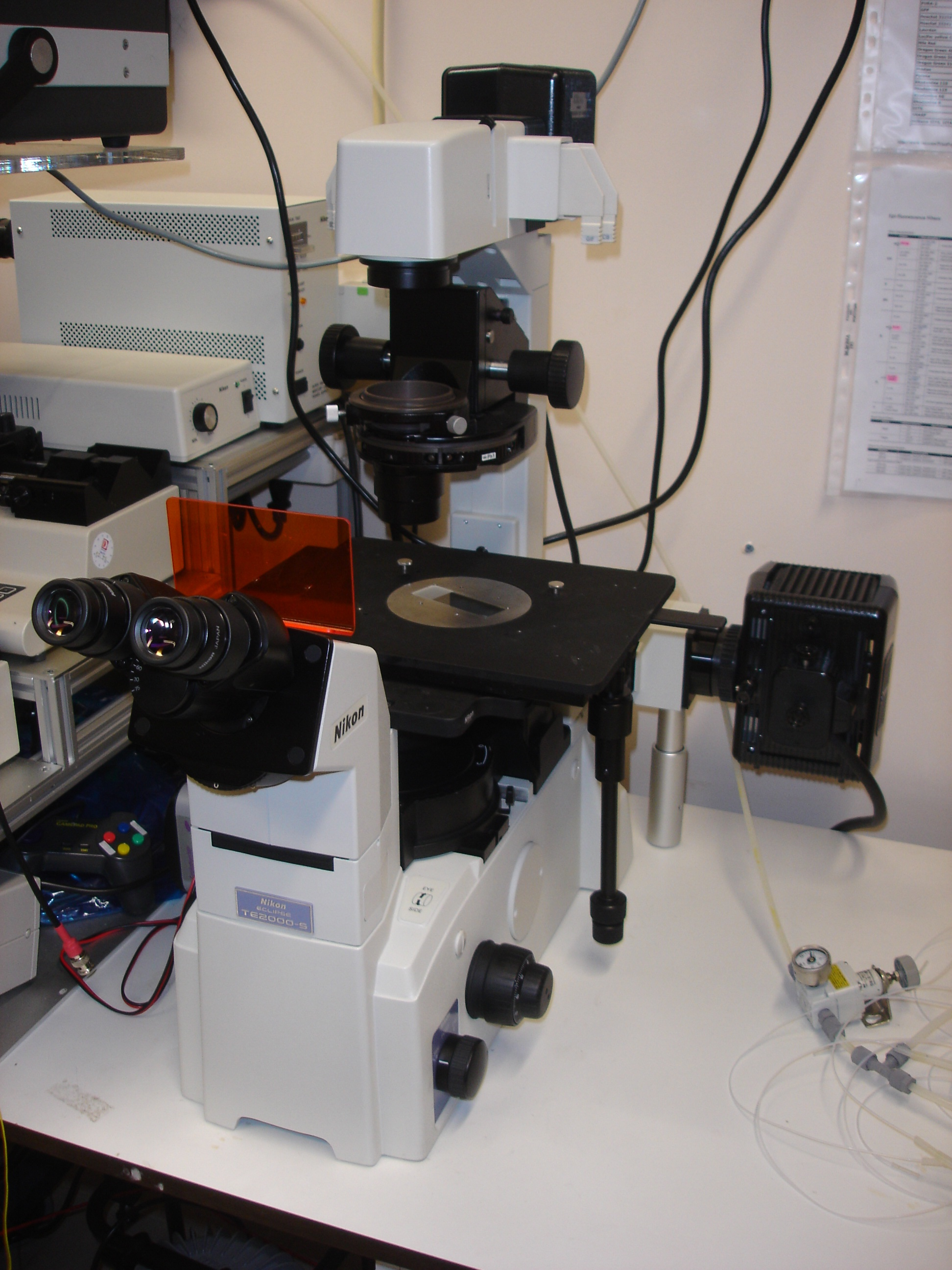
Microscop de epifluorecenţă Nikon TE2000.Se observă talerul de culoare portocalie care permite utilizatorului să observe proba de analizat în timpul expunerii la radiația UV

De obicei cercetarea respectivei proprietăți are loc în prezența unei molecule numite fluorofor : proteina verde fluorescentă, fluoresceină .Proba de analizat este supusă unei lumini cu o anumită lungime de undă.Radiația luminoasă este absorbită de către fluoroflor, care mai apoi va emite o altă radiație luminoasă cu o altă lungime de undă (de aici și o altă culoare a luminii emise, culoare diferită față de cea primită).Un microscop folosit în acest scop este format din: sursă de lumină –de regula o lampă cu xenon sau lampă cu vapori de mercur-, oglindă dicroică , un filtru de excitație și u filtru de emisie.Microscopia de fluorescență este utilizată mai ales în biologie, ea fiind etalonul pentru alte tipuri de microscopie: microscopia cu laser confocal și TIRF (total internal reflection fluorescence microscope).
Fluroflorul își poate pierde capacitatea de a emite fluorescența printr-un fenomen numit  photobleaching, fenomen care poate fi redus fie prin utilizarea unor fluoroflori mai puternic sau prin reducerea intensității luminii .

## Microscopia epifluorescentă
Este o metodă de analiză a microscopiei fluorescente  în care lumina de excitație este emisă de deasupra (spre deosebire de microscopia inversă în care ea este emisă de dedesupt), prin obiectiv apoi spre specimen (proba de analizat).Fluoroflorul prezent în probă va emite o lumină cu o anumită lungime de undă,  captată apoi de detector prin același obiectiv prin care s-a emis lumina de excitație.Filtrul dintre obiectiv și detector separă lumina de excitație de fluorescență. Cum lumina de excitație ajunge aproape în totalitate  la suprafața specimenului, numai lumina reflectată și lumina emisă ajung la obiectiv, iar acest fapt conferă metodei obținerea unui semnal îmbunătățit în comparație cu interferențele care apar.

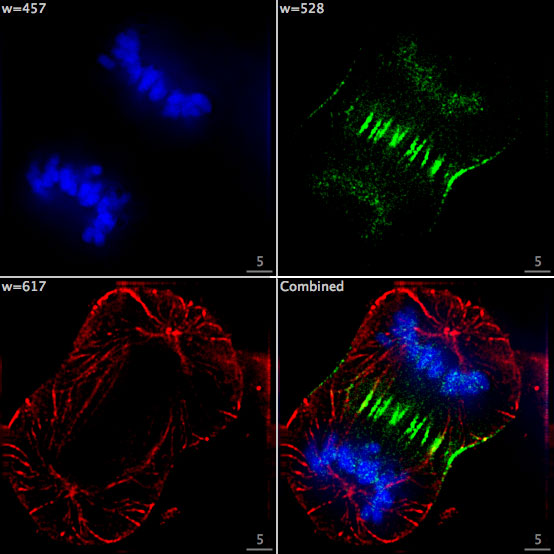
Imagine obţinută prin microscopie de epifluorecenţă, surprinzănd diviziunea unei celule canceroase umane.ADN este colorat în albastru, o proteina INCENPcolorată în verde, iar microtubulii roșii.Fiecare fluoroflor este obtinut printr-o altă tehnică utilizănd combinații diferite ale filtrelor de emisie și de absorbție